# Pycreus longistolon
Pycreus longistolon là loài thực vật có hoa trong họ Cói. Loài này được (Peter & Kük.) Napper miêu tả khoa học đầu tiên năm 1971.